# T. J. McConnell
Timothy John «T. J.» McConnell, Jr. (Pittsburgh, Pensilvania, 25 de marzo de 1992) es un baloncestista estadounidense que pertenece a los Indiana Pacers de la NBA. Con 1,85 metros de estatura, juega en la posición de base. Es sobrino de la exjugadora Suzie McConnell, medalla de oro en los Juegos Olímpicos de Seúl 1988 y campeona del mundo en 1986.

## Trayectoria deportiva

### Universidad
Jugó dos temporadas con los Dukes de la Universidad Duquesne, en las que promedió 11,1 puntos, 4,1 rebotes y 4,9 asistencias por partido. En su primera temporada fue elegido rookie del año de la Atlantic 10 Conference, mientras que en la segunda fue incluido en el tercer mejor quinteto de la conferencia y en el mejor quinteto defensivo, tras colocarse sexto entre los mejores ratios de asistencias por pérdida de balón de la historia de la División I de la NCAA, con 2,50.
En 2012 fue transferido a los Wildcats de la Universidad de Arizona, por lo que, debido a las estrictas reglas de la NCAA, tuvo que perderse una temporada completa. Jugó dos temporadas, en las que promedió 9,4 puntos, 5,8 asistencias y 1,9 robos de balón, siendo incluido ambos años en el mejor quinteto defensivo de la Pacific-12 Conference, en el segundo mejor quinteto absoluto en 2014 y en el mejor en 2015.

#### Estadísticas
| Año     | Equipo   | PJ  | PT  | MPP  | %TC  | %3P  | %TL  | RPP | APP | ROB | TPP | PPP  |
| ------- | -------- | --- | --- | ---- | ---- | ---- | ---- | --- | --- | --- | --- | ---- |
| 2010–11 | Duquesne | 32  | 30  | 30.6 | .498 | .402 | .683 | 3.8 | 4.4 | 2.8 | .2  | 10.8 |
| 2011–12 | Duquesne | 31  | 31  | 34.3 | .509 | .432 | .836 | 4.4 | 5.5 | 2.8 | .3  | 11.4 |
| 2013–14 | Arizona  | 38  | 38  | 32.3 | .454 | .360 | .620 | 3.6 | 5.3 | 1.7 | .2  | 8.4  |
| 2014–15 | Arizona  | 38  | 38  | 30.5 | .498 | .321 | .829 | 3.8 | 6.3 | 2.2 | .1  | 10.4 |
| Total   | Total    | 139 | 137 | 31.8 | .490 | .380 | .749 | 3.9 | 5.4 | 2.3 | .2  | 10.2 |

### Profesional
Tras no ser elegido en el Draft de la NBA de 2015, se unió a los Philadelphia 76ers para disputar la NBA Summer League. En el mes de septiembre firmó contrato con los Sixers, debutando oficialmente con el equipo el 28 de octubre ante los Boston Celtics, donde anotó 4 puntos, repartió 4 asistencias y robó 3 balones.
Tras cuatro temporadas en Philadelphia, el 3 de julio de 2019, firmó un contrato por 2 años con los Indiana Pacers.
El 3 de marzo de 2021, hizo historia en la victoria ante Cleveland Cavaliers, al conseguir un triple doble (16 puntos, 13 asistencias y 10 robos de balón), convirtiéndose en el sexto jugador en la historia de la liga en firmar un triple-doble en estos tres apartados estadísticos. La última vez que se consiguió fue Mookie Blaylock en 1998. El mérito es mayor, al conseguirlo saliendo desde el banquillo. Además, consiguió 9 en una parte, siendo el récord de la NBA.
El 2 de agosto de 2021, consigue una extensión de contrato con los Pacers por $35 millones y 4 años.
En agosto de 2024, renueva con los Pacers por $45 millones y 4 años más.

## Estadísticas de su carrera en la NBA

### Temporada regular
| Año     | Equipo       | PJ  | PT | MPP  | %TC  | %3P  | %TL  | RPP | APP | ROB | TPP | PPP  |
| ------- | ------------ | --- | -- | ---- | ---- | ---- | ---- | --- | --- | --- | --- | ---- |
| 2015-16 | Philadelphia | 81  | 17 | 19.8 | .470 | .348 | .634 | 3.1 | 4.5 | 1.2 | .1  | 6.1  |
| 2016-17 | Philadelphia | 81  | 51 | 26.3 | .461 | .200 | .811 | 3.1 | 6.6 | 1.7 | .1  | 6.9  |
| 2017-18 | Philadelphia | 76  | 1  | 22.4 | .499 | .435 | .795 | 3.0 | 4.0 | 1.2 | .2  | 6.3  |
| 2018-19 | Philadelphia | 76  | 3  | 19.3 | .525 | .333 | .784 | 2.3 | 3.4 | 1.0 | .2  | 6.4  |
| 2019-20 | Indiana      | 71  | 3  | 18.7 | .516 | .294 | .833 | 2.7 | 5.0 | .8  | .2  | 6.5  |
| 2020-21 | Indiana      | 69  | 3  | 26.0 | .559 | .313 | .688 | 3.7 | 6.6 | 1.9 | .3  | 8.6  |
| 2021-22 | Indiana      | 27  | 8  | 24.1 | .481 | .303 | .826 | 3.3 | 4.9 | 1.1 | .4  | 8.5  |
| 2022-23 | Indiana      | 75  | 6  | 20.3 | .543 | .441 | .853 | 3.1 | 5.3 | 1.1 | .1  | 8.7  |
| 2023-24 | Indiana      | 71  | 4  | 18.2 | .556 | .409 | .790 | 2.7 | 5.5 | 1.0 | .1  | 10.2 |
| 2024-25 | Indiana      | 79  | 1  | 17.9 | .519 | .306 | .740 | 2.4 | 4.4 | 1.1 | .3  | 9.1  |
| Total   | Total        | 706 | 97 | 21.1 | .516 | .345 | .778 | 2.9 | 5.0 | 1.2 | .2  | 7.6  |

### Playoffs
| Año   | Equipo       | PJ | PT | MPP  | %TC  | %3P  | %TL  | RPP | APP | ROB | TPP | PPP  |
| ----- | ------------ | -- | -- | ---- | ---- | ---- | ---- | --- | --- | --- | --- | ---- |
| 2018  | Philadelphia | 10 | 2  | 15.5 | .694 | .667 | .600 | 2.6 | 2.3 | .6  | .0  | 5.5  |
| 2019  | Philadelphia | 9  | 0  | 8.3  | .444 | —    | —    | .7  | 1.2 | .2  | .1  | 2.7  |
| 2020  | Indiana      | 3  | 0  | 9.3  | .375 | —    | .500 | 2.0 | 2.3 | .0  | .0  | 2.3  |
| 2024  | Indiana      | 17 | 0  | 20.5 | .486 | .269 | .867 | 3.1 | 5.1 | .9  | .1  | 11.8 |
| 2025  | Indiana      | 23 | 0  | 17.5 | .537 | .421 | .815 | 3.2 | 4.0 | .9  | .1  | 9.5  |
| Total | Total        | 62 | 2  | 16.3 | .520 | .354 | .796 | 2.7 | 3.5 | .7  | .1  | 8.1  |

## Récords

#### Récords de la franquicia
- Primer y único jugador de la historia de los Philadelphia 76ers en conseguir un triple-doble saliendo desde el banquillo.[13]
- Récord con los Indiana Pacers con 10 robos de balón.[14]